# Dicraneurula exigua
Dicraneurula exigua (лат.) — вид цикадок из отряда полужесткокрылых. Единственный представитель рода Dicraneurula.

## Описание
Цикадки длиной около 2—3 мм. Мелкие, жёлтоокрашенные, с сильно вытянутым вперёд теменем. На лесных осоках. Имаго встречаются с конца июля до конца сентября.
Встречаются в Приморском крае и Корее.